# Nicky Morgan (politicus)
Nicola Ann Griffith (Nicky) Morgan, Baroness Morgan van Cotes (Londen, Engeland, 1 oktober 1972) is een Brits politica van de Conservative Party.
Morgan was tussen 2012 tot 2020 bewindspersoon in de kabinetten-Cameron I (2012–2015), Cameron II (2015–2016) en Johnson (2019–2020). Ze was onderstaatssecretaris voor Financiën van 2013 tot 2014, staatssecretaris voor Financiën in 2014, minister van Onderwijs en onderminister voor Vrouwen en Gelijkheid van 2014 tot 2016 en minister van Digitale Zaken, Cultuur, Media en Sport van 2019 tot 2020.
- Library of Congress Control Number: no2017132666
- Virtual International Authority File: 7468150869811522190002